# 3229 Сольнгофен
3229 Сольнгофен (3229 Solnhofen) — астероїд головного поясу, відкритий 9 серпня 1916 року.
Тіссеранів параметр щодо Юпітера — 3,548.